# ジョージ・アレクサンダー・バラード
ジョージ・アレクサンダー・バラード (George Alexander Ballard, CB、1862年3月7日 – 1948年9月16日) はイギリス海軍の司令官・軍事史家である。

## 略歴
ジョン・アーチボルド・バラード将軍とその妻ジョアンナの長男として、ムンバイのマラバー・ヒルで生まれた。
イギリス海軍に中尉として任官し、1884年3月15日に大尉となったのを皮切りに順調に昇進、1897年12月31日には中佐になった。1902年2月には半年間の海軍本部勤務を命ぜられ、1903年12月31日には大佐に昇進した。1913年5月にはジョージ5世付海軍副官に任じられ、同年6月3日の国王誕生日にバス勲章コンパニオンに叙されてCBのポストノミナルレターズの使用を許された。1914年8月27日には海軍少将に昇進し、1916年にはマルタ軍港司令官に着任した。
その後、1921年に海軍中将で退役し、1924年には退役海軍大将に列せられた。
退役後は軍事史家として活動し、1930年代にはイギリス海事史学会が発行するマリナーズ・ミラーにビクトリア朝中期の海軍艦艇についての技術記事を2本連載した。一つは装甲艦に関するもので、後に "The Black Battlefleet" として出版された。もう一つは小型艦艇に関する記事であった。

## アーカイブ
- Correspondence and papers, MS 80/200 NRA 20623; National Maritime Museum
- Memoirs, 1988/89;  Royal Navy Museum, Portsmouth

## 著書
- The Influence of the Sea on the Political History of Japan (John Murray, London, 1921)
- America and the Atlantic (Duckworth & Co, London, 1923)
- Rulers of the Indian Ocean (Duckworth & Co, London, 1927)
- The Black Battlefleet (Nautical Publications Company, 1980)